# Monedas de euro de Austria
El euro (EUR o €) es la moneda oficial de las instituciones de la Unión Europea desde 1999 (cuando sustituyó al ECU), de los Estados que pertenecen a la eurozona y de los micro-Estados europeos con los que la Unión tiene acuerdos al respecto. También es utilizado de facto en Montenegro y Kosovo. Las monedas de euro están diseñadas de tal manera que en su anverso muestran un diseño específico del Estado emisor mientras que en su reverso muestran un diseño común.
El 1 de enero de 1999 se introdujo el euro en Austria como moneda de cambio a la vez que en otros 10 países europeos y el 1 de enero de 2002 comenzó la circulación efectiva en 12 países.
Son acuñadas por la Casa de la Moneda de Austria desde 1998 aunque todas las que fueron acuñadas entre 1998 y 2002 llevan inscrito el año 2002 que fue el año en que comenzó la circulación efectiva. No muestran marca de ceca.
El euro circuló simultáneamente al chelín austriaco hasta el 28 de febrero de 2002, día a partir del cual este último dejó de tener curso legal aunque sus últimos modelos podrán seguir siendo canjeados indefinidamente en el Banco Nacional de Austria. Los diseños anteriores de chelín austriaco tienen fechas límite de canje que están indicadas en la página web del banco.
En 2007, el lado común de las monedas de euro cambió. En las monedas de euro de Austria (así como en las de Ciudad del Vaticano, Italia, Portugal y San Marino) el cambio se hizo en 2008.

## Diseño regular del anverso
Las monedas de euro austriacas presentan un diseño diferente para cada una de las monedas, realizado por Josef Kaiser, con un tema común para cada una de las series. Las tres monedas de menor denominación muestran flores encontradas en el país. La de un céntimo la flor de genciana, la de dos la flor de las nieves y la de cinco la flor de primavera. Las siguientes tres denominaciones tienen acuñados ejemplos de arquitectura de Viena como la Catedral de San Esteban de Viena (0,10 €), el Palacio Belvedere (0,20 €) y el Pabellón de la Secesión (0,50 €). Finalmente la moneda de un euro muestra un retrato póstumo del compositor Wolfgang Amadeus Mozart pintado por Barbara Krafft y la de dos euros a Bertha von Suttner, pacifista austriaca.
Todas las monedas incluyen también las 12 estrellas de la bandera de Europa en el borde así como el año de acuñación. También se muestra una representación heráldica de la bandera de Austria (las barras verticales representan el color rojo mientras la superficie lisa representa el blanco) a excepción de la moneda de 0,50 € que debe ser vista desde la derecha o, de lo contrario, la representación heráldica sería incorrecta pues daría la secuencia azul-blanco-azul.
En 2005 y 2008, la Comisión Europea dictó unas recomendaciones (que en 2012 pasaron a ser reglamento) sobre las caras nacionales de las monedas de euro.  Debido a ello, Austria debe cambiar sus diseños para cumplir con lo siguiente: "Las caras nacionales de todas las denominaciones de las monedas en euros deberán llevar una indicación del Estado miembro emisor, consistente en el nombre de dicho Estado miembro o en una abreviatura del mismo" y "En la cara nacional de las monedas destinadas a la circulación no se repetirán la indicación del valor nominal de la moneda ni parte alguna de dicho valor. No se repetirán el nombre de la moneda única ni su subdivisión, a menos que dicha indicación se deba al uso de un alfabeto distinto". Austria está obligada a adecuar sus diseños como tarde el 20 de junio de 2062. En las monedas conmemorativas de 2 euros, cumple con la primera de las restricciones mencionadas anteriormente ya que figura desde 2007 REPUBLIK ÖSTERREICH; es decir, REPÚBLICA DE AUSTRIA. Respecto a la segunda restricción, en las monedas conmemorativas de 2 euros la ha cumplido siempre.
|                                                             |
| Flor de genciana, motivo de la moneda de 1 céntimo de euro. |

|                                                                           |
| Flor de las Nieves (Edelweiβ), motivo de la moneda de 2 céntimos de euro. |

|                                                                       |
| Prímula (Primula auricula) motivo de la moneda de 5 céntimos de euro. |

|                                                                              |
| Catedral de San Esteban de Viena motivo de la moneda de 10 céntimos de euro. |

|                                                               |
| Palacio Belvedere motivo de la moneda de 20 céntimos de euro. |

|                                                                     |
| Pabellón de la Secesión motivo de la moneda de 50 céntimos de euro. |

|                                                        |
| Wolfgang Amadeus Mozart motivo de la moneda de 1 euro. |

|                                                   |
| Bertha von Suttner motivo de la moneda de 2 euro. |

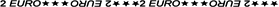
Canto de la moneda de 2 euro austríaca.

## Cantidad de piezas acuñadas
|      | €0.01 | €0.02 | €0.05 | €0.10 | €0.20 | €0.50 | €1.00 | €2.00 |
| ---- | ----- | ----- | ----- | ----- | ----- | ----- | ----- | ----- |
| 2002 | 378,4 | 326,4 | 217   | 441,6 | 203,4 | 169,1 | 223,5 | 196,4 |
| 2003 | 10,8  | 118,5 | 108,5 | Sets  | 50,9  | 9,1   | Sets  | 4,7   |
| 2004 | 115   | 156,4 | 89,3  | 5,2   | 54,8  | 3,1   | 2,6   | 2,5   |
| 2005 | 174,7 | 163,2 | 66,1  | 5,2   | 4,1   | 3,1   | 2,6   | 0     |
| 2006 | 48,3  | 39,8  | 5,6   | 40    | 8,2   | 3,2   | 7,7   | 2,3   |
| 2007 | 111,9 | 72,2  | 52,7  | 81,3  | 45    | 3     | 41,1  | 0     |
| 2008 | 50,9  | 125,1 | 96,7  | 70,2  | 45,3  | 3     | 65,5  | 2,6   |
| 2009 | 158,9 | 120,4 | 5,8   | 15,9  | 49,8  | 14,7  | 40,3  | 0     |
| 2010 | 168,5 | 104,2 | 63,7  | 42,8  | 4,2   | 30    | 11,2  | 17    |
| 2011 | 189,6 | 148,6 | 66,6  | 27,6  | 21,3  | 6     | 8     | 27,7  |
| 2012 | 169,3 | 78,1  | 35,3  | 25    | 10,8  | Sets  | Sets  | 21,2  |
| 2013 | 179,2 | 121,5 | 36,1  | 30,1  | 25,2  | Sets  | Sets  | 10,1  |
| 2014 | 185,5 | 116,1 | 48    | 27,6  | 10,5  | Sets  | Sets  | 20,1  |
| 2015 | 118   | 14,5  | 61    | 55    | 9     | Sets  | Sets  | 12,3  |
| 2016 | Sets  | Sets  | Sets  | 12,3  | 30    | 5     | 5,2   | 0     |
| 2017 | 37,7  | 57,2  | 35,2  | 39,5  | 30    | 15    | 8     | 17,6  |
| 2018 | Sets  | Sets  | Sets  | Sets  | Sets  | Sets  | Sets  | 0     |

## Monedas conmemorativas en euro de Austria
| Año  | Motivo | Emisión    | Imagen |
| 2005 | 50º aniversario del Tratado de Estado austriaco En la parte interior aparece una reproducción de las firmas y los sellos que figuraban en la última página del tratado, firmado el 15 de mayo de 1955 por los ministros de asuntos exteriores y los embajadores de la Unión Soviética, el Reino Unido, los Estados Unidos y Francia, así como del ministro austríaco de asuntos exteriores del momento, Leopold Figl. Sobre el diseño, en la parte superior de la zona interior, aparece la inscripción «50 JAHRE STAATSVERTRAG» (50 años Tratado de Estado en alemán). El año de emisión está en la parte inferior izquierda. En segundo plano, decorada con líneas verticales, aparece la representación heráldica de los colores nacionales austriacos (rojo-blanco-rojo). Todo rodeado por las doce estrellas de la Unión Europea en el anillo exterior. | 6 880 000  |        |
| 2007 | Diseño común: 50º aniversario de la firma del Tratado de RomaSe trata de la primera moneda de emisión conjunta hecha por parte de los 13 miembros de la eurozona del momento. Cada estado acuñó el mismo anverso con su denominación nacional como distintivo. En el centro de la moneda se representa el tratado sobrepuesto a un diseño que recuerda al pavimento de la Plaza del Campidoglio de Roma, donde fue firmado en 1957. La palabra «EUROPA» figura encima del libro. Sobre él, aparecen las palabras «VERTRAG VON ROM 50 JAHRE» («Tratado de Roma 50 años» en idioma alemán). El año y el nombre «REPUBLIK ÖSTERREICH» («República de Austria» en idioma alemán) aparecen bajo el diseño central. Las doce estrellas de la bandera europea rodean todo lo anterior en el anillo exterior de la moneda. El diseño fue producto del trabajo conjunto de las diferentes casas de moneda europeas. | 8 905 000  |        |
| 2009 | Diseño común: X aniversario de la creación de la Unión Económica y MonetariaLa segunda emisión conjunta fue acuñada por los 16 países de la eurozona de 2009. Al igual que en la anterior, cada estado acuñó el mismo anverso con su denominación nacional como distintivo. El centro de la moneda muestra una figura humana estilizada cuyo brazo izquierdo es prolongado por el símbolo del euro. Bajo este símbolo aparecen las iniciales del diseñador, «ΓΣ» (de «Γεώργιος Σταματόπουλος», Geórgios Stamatópoulos escultor de la Casa de la Moneda griega). Las leyendas son, sobre el diseño, «REPUBLIK ÖSTERREICH» («República de Austria» en idioma alemán); y bajo el diseño, «WWU 1999-2009» (de «Wirtschafts- und Währungsunion» Unión Económica y Monetaria en alemán). En el anillo externo aparecen las doce estrellas de la Unión. | 4 910 000  |        |
| 2012 | Diseño común: X aniversario de la puesta en circulación de los billetes y monedas en eurosMediante votación pública en la Internet se decidió el motivo de la tercera emisión conjunta. Se trata de un diseño de Helmut Andexlinger, diseñador de la Casa de la Moneda austríaca. En el centro de la moneda aparece el símbolo del euro sobre un globo terráqueo donde están apoyados distintos elementos que representan los distintos ámbitos en los que el euro ha adquirido importancia en los últimos diez años. Estos elementos son los ciudadanos (figuras humanas estilizadas), el mundo financiero (Torre del BCE), el comercio (bucles), la industria (fábricas), el sector de la energía, la investigación y el desarrollo (centrales de energía eólica). Las iniciales del artista figuran bajo la imagen de la torre del BCE. Arriba «REPUBLIK ÖSTERREICH» («República de Austria» en idioma alemán), en la parte inferior figuran las fechas del aniversario del euro «2002-2012». Todo rodeado por las estrellas de la Unión. | 11 300 000 |        |
| 2015 | Diseño común: 30º aniversario de la Bandera europeaEl motivo representa la bandera de la Unión Europa como símbolo que une pueblos y culturas con visiones e ideales comunes de un futuro mejor. Doce estrellas que se transforman en figuras humanas representan el nacimiento de una nueva Europa. En la parte superior derecha, en semicírculo, figura la mención del país emisor «REPUBLIK ÖSTERREICH» y los años «1985-2015». En la parte inferior derecha aparecen las iniciales del artista (Georgios Stamatopoulos). En la corona circular figuran las doce estrellas de la Unión Europea. | 2 500 000  |        |
| 2016 | 200º aniversario del Banco Nacional de AustriaEl diseño representa la fachada principal del Banco Nacional de Austria con la imagen superpuesta de los dioses romanos Mercurio y Fortuna que se ven en el relieve de su puerta principal. Una banda ornamental en la parte inferior representa la bandera de Austria siguiendo las normas de diseño heráldico. Los años «1816» y «2016» figuran a la izquierda de Mercurio y hacen referencia al motivo de la acuñación. Arriba del diseño, la inscripción «REPUBLIK ÖSTERREICH» («República de Austria» en alemán) y abajo, siguiendo el borde, «200 JAHRE OESTERREICHISCHE NATIONALBANK» («200 años del Banco Nacional Austriaco» en alemán). En el anillo externo aparecen las doce estrellas de la Unión. | 16 000 000 |        |
| 2018 | 100º aniversario de la República de AustriaRepresenta la fachada del Consejo Nacional de Austria con una imagen superpuesta de detalle de la cara de la estatua de Atenea. El año de acuñación y la inscripción «100 JAHRE» («100 años» en alemán) figuran a la izquierda. A la derecha, siguiendo el borde, «REPUBLIK ÖSTERREICH» («República de Austria» en alemán). En el anillo externo aparecen las doce estrellas de la Unión. Se acuña una cantidad emblemática del aniversario: 18 100 100 piezas. | 18 100 100 |        |
| 2022 | Diseño común: 35º aniversario del programa Erasmus |            | [ ]    |